# Lince (czołg)
Lince – hiszpański prototypowy czołg podstawowy opracowywany w latach 80. XX wieku przy współudziale niemieckiego przedsiębiorstwa KraussMaffei.
W 1984 roku rząd Hiszpanii ogłosił przetarg o wartości 120 mln peset (1,1 mld USD) na opracowanie nowego czołgu podstawowego dla armii hiszpańskiej. Do przetargu zgłosiły się przedsiębiorstwa z Francji (GIAT), Niemiec (KraussMaffei) oraz Włoch. Jednocześnie rząd otrzymał propozycje zakupu istniejących już czołgów M1 Abrams, Vickers Mk.7 bądź Leopard 2, odrzucone ze względu na chęć opracowania konstrukcji rodzimej i wiążącą się z tym potencjalną możliwością eksportu pojazdu do krajów trzecich. Z tego samo powodu rząd nie przystąpił do przedstawionego przez spółkę GIAT projektu Engine Principal de Combat (kontynuowany samodzielnie przez Francję projekt doprowadził ostatecznie do opracowania czołgu Leclerc). KraussMaffei przedstawiła projekt pojazdu bazującego na czołgu Leopard 2, charakteryzującego się jednak większą mobilnością, osiągniętą kosztem lżejszego opancerzenia. Budżet projektu został zwiększony, w 1987 roku osiągając 200 mln peset (1,8 mld USD), jednak w 1989 roku prace nad czołgiem zostały zarzucone a przetarg nierozstrzygnięty. Ostatecznie rząd zgodził się na zakup czołgów Leopard 2 oraz zadecydował o modernizacji posiadanych już AMX-30 oraz M60 Patton.